# Bovalltjärnarna (Tärna socken, Lappland, 728738-146244)
Bovalltjärnarna är en sjö i Storumans kommun i Lappland och ingår i Umeälvens huvudavrinningsområde.